# Пренайський район
Пренайський район (лит. Prienų rajono savivaldybė) — муніципалітет районного рівня на півдні Литви, що знаходиться у Каунаському повіті. Адміністративний центр — місто Пренай.

## Географія
Район знаходиться у долині річки Німан. Максимальна висота — 257 м над рівнем моря (пагорб Гедадоняй на межі із Тракайським та Кайшядориським районами. Ліси займають 27,4 % території. Переважають соснові ліси.
Середня температура січня близько -5 °C, липня +17,5 °С. Середньорічна кількість опадів — 644—702 мм. Середня висота снігового покриву — 20 см.

## Адміністративний поділ та населені пункти
Район включає 9 староств:

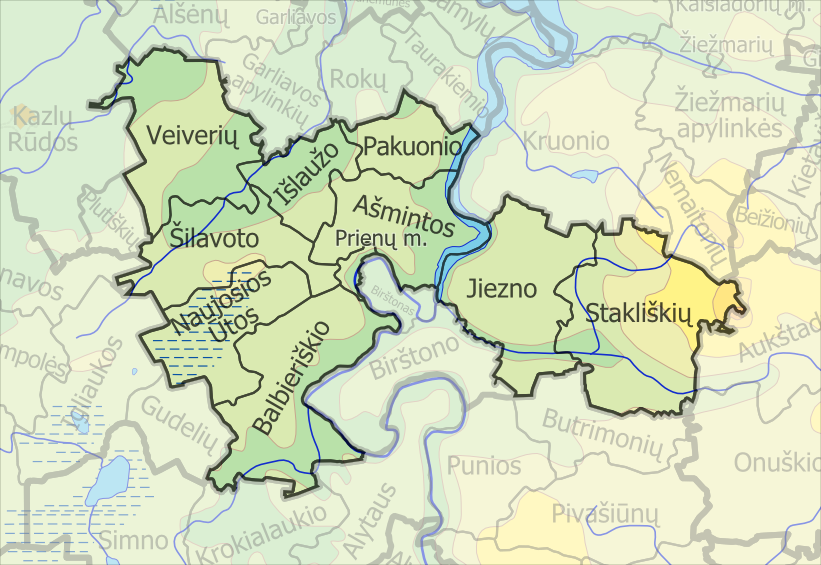
Староства Пренайського району

- Бальберішкіське (лит. Balbieriškio seniūnija; адм. центр: Бальберішкіс)
- Ішлаужаське (лит. Išlaužo Kalvarijos seniūnija; адм. центр: Ішлаужас)
- Єзнаське (лит. Jiezno seniūnija; адм. центр: Єзнас)
- Науйої-Ютське (лит. Naujosios Ūtos seniūnija; адм. центр: Науйої-Юта)
- Пакуоніське (лит. Pakuonio seniūnija; адм. центр: Пакуоніс)
- Пренайське (лит. Prienų seniūnija; адм. центр: Пренай)
- Стаклішкеське (лит. Stakliškių seniūnija; адм. центр: Стаклішкес)
- Шілавотаське (лит. Šilavoto seniūnija; адм. центр: Шілавотас)
- Вейверяйське (лит. Veiverių seniūnija; адм. центр: Вейверяй)

До 2018 існувало 10 староств. 2018 об'єднано міське Пренайське та сільське Ашмінтоське староства у Пренайське староство. 
Район містить 2 міста — Єзнас і Пренай; 3 містечка — Бальберішкіс, Пакуоніс та Вейверяй; 401 село.
Чисельність населення найбільших поселень (2001):
- Пренай — 11 353 осіб
- Езнас — 1476 осіб
- Бальберішкіс — 1180 осіб
- Вейверяй — 1100 осіб
- Стаклішкес — 940 осіб
- Ішлаужас — 840 осіб
- Скряуджяй — 727 осіб
- Пакуоніс — 680 осіб
- Геруляй — 561 осіб
- Мауручяй — 394 осіб

## Населення
Згідно з переписом 2011 року у районі мешкало 29 859 осіб.
Етнічний склад:
- Литовці — 97,9 % (29 232 осіб);
- Росіяни — 0,73 % (217 осіб);
- Поляки — 0.22 % (67 осіб);
- Українці — 0,19 % (56 осіб);
- Цигани — 0,14 % (41 осіб);
- Німці — 0,03 % (10 осіб);
- Інші — 0,79 % (236 осіб).

## Економіка
У селі Стаклішкес знаходиться відоме ЗАТ «Lietuviškas midus» з виробництва  меду питного.

## Культура
У районі нараховано 48 археологічних пам'яток: кургани, могильники, жертовні камені. Багато курганів знаходяться у лісі і до них важко дістатися. Серед інших пам'яток, варто відзначити католицьку церкву, у якій зберігаються цінні твори мистецтва.